# Anna Lindhs plats, Nyköping

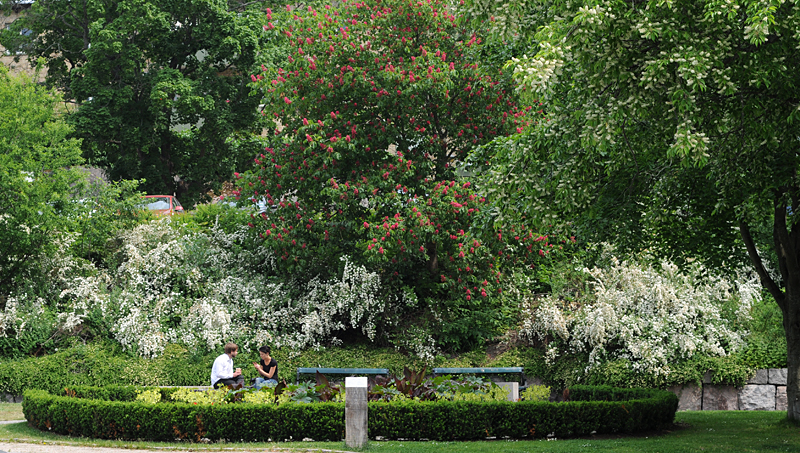
Anna Lindhs plats i Nyköping

Anna Lindhs plats är en minnesplats i parken vid Storhusfallet i Nyköping. Minnesplatsen invigdes den 25 november 2006 av Sveriges förre statsminister Ingvar Carlsson, ordförande i Anna Lindhs minnesfond. Platsen pryddes ursprungligen av en glasskulptur av konstnären Leif Bolter, men efter flera vandaliseringar har den flyttats till kulturhuset Culturum.
Statsrådet Anna Lindh var bosatt i Nyköping vid sin död.

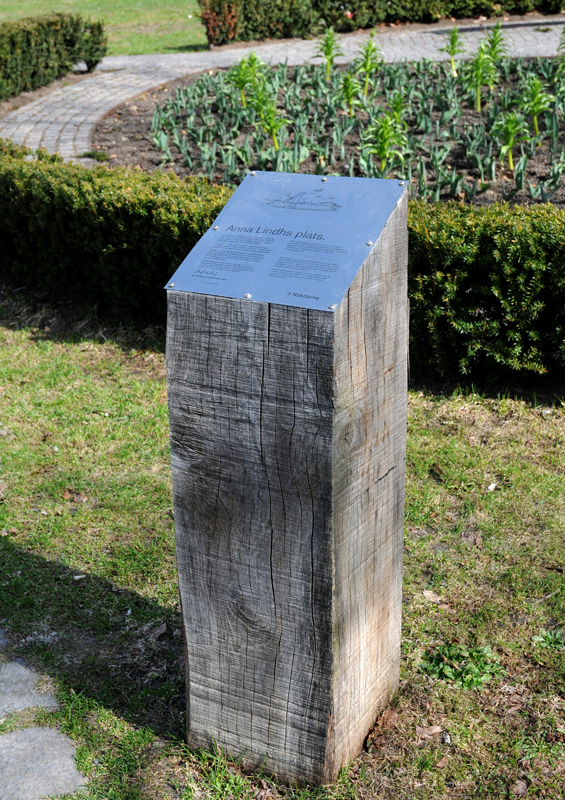
Minnesplatsen vid Storhusfallet.
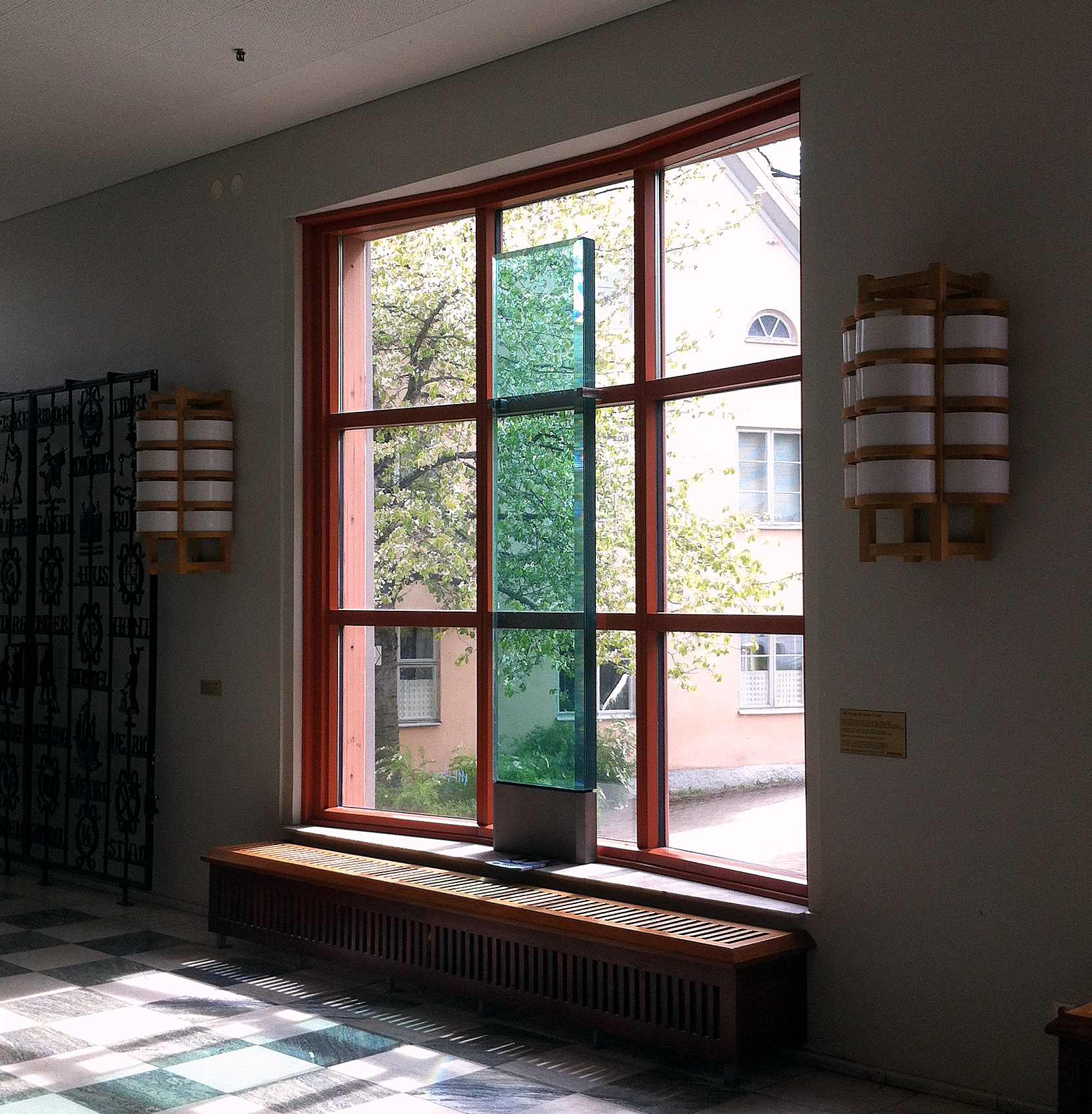
Glasskulptur av Leif Bolter i Culturum.